# Agent destructeur

Agent destructeur (Agent Red) est un film américain sorti en 2000, de Damian Lee et Jim Wynorski.

## Fiche technique
- Titre original : Agent Red ; Captured
- Titre français : Agent destructeur
- Titre Québécois : Agent Rouge
- Réalisation : Damian Lee et Jim Wynorski
- Scénario : Damian Lee et Steve Latshaw
- Musique : Eric Wurst et David Wurst
- Production : Jim Wynorski et Alison Semenza
- Société de production : Phoenician Entertainment
- Société de distribution : Franchise Pictures
- Format : couleurs - 35 mm (Panavision) - 1,85:1 - Son stéréo
- Durée : 95 min.

## Distribution
- Dolph Lundgren : Capitaine Matt Hendricks
- Meilani Paul : Docteur Linda Christian
- Alexander Kuznetsov : Kretz
- Natalie Radford : Nadia
- Randolph Mantooth : Amiral Edwards
- Neal Matarazzo : Lieutenant Matarazzo
- Tony Becker : Lieutenant Jack Colson
- Steve Eastin : Capitaine Russerl
- Allan Kolman : Ziggy
- Larry Carroll : Présentateur des informations
- Robert Donavan : Général Minowski
- Pat Skelton : Borenz
- Melanie Brasselle : Docteur Baker
- Steve Franken : Général Socka
- Lenny Juliano : Capitaine
- Stephen Macht : Capitaine Stillwell
- Bill Langlois Monroe : Président
- Peter Spellos : Commandant du KGB Korsky
- Sonny King : Lieutenant Rogers
- Scott L. Schwartz